# 法國酒城
法國酒城，是日本純種競賽馬匹。生涯活躍於中距離賽，曾勝出2010年之優駿牝馬（日本橡樹大賽）。

## 出賽前
2007年1月30日出生於北海道千歲市社台牧場，所有權歸於牧場負責人吉田照哉旗下。
其後交由美浦訓練中心練馬師古賀慎明訓練。

## 競賽生涯

### 3歲
2010年1月5日出戰出戰中山競馬場3歲新馬戰，比賽途中一直保持於前方位置，進入直路後隨即取得領先，保持優勢下取得首勝。
其後出戰條件戰若竹賞，於其中再度以優秀的反應勝出。
3月20日出戰百花盃，比賽初段選擇於中團位置展開推進，雖然進入直路後發揮不俗的加速力，但仍然未能扭轉局勢超越前方的王權櫻花及宇宙之神，以第三完賽。
其後陣營因應目前狀態，決定避戰櫻花賞改爲以優駿牝馬作爲目標，並安排其出戰前哨戰花仙錦標。比賽開始後，其於隨即搶佔位置並於先頭展開推進，比賽途中一直保持穩定的節奏。進入直路後，其成功跑出全場第二快末腳並超越前方領放的愛麗舞步，最終以1馬位優勢奪得首個分級賽冠軍。
5月23日按照計劃出戰優駿牝馬，由於其由最外檔第18檔發走，因而選擇於中團靠後位置展開推進。進入直路後，其隨即由內欄位置加速並迫近由外檔衝刺的夏威夷鳥。直路中段，夏威夷鳥率先透出些少位置，但此時法國酒城開始二段加速並重新追上夏威夷鳥，最終兩駒一直鬥至終點線前，以平頭的姿態衝線。所有賽駒衝線過後，審議燈亦隨即亮起，經過大約15分鐘的照片判定，賽會最終判定兩駒爲平頭冠軍，均獲得此賽事的第一，是日本賽馬史上，首次於中央一級賽出現平頭冠軍的情況，其亦成功取得首個一級賽冠軍。

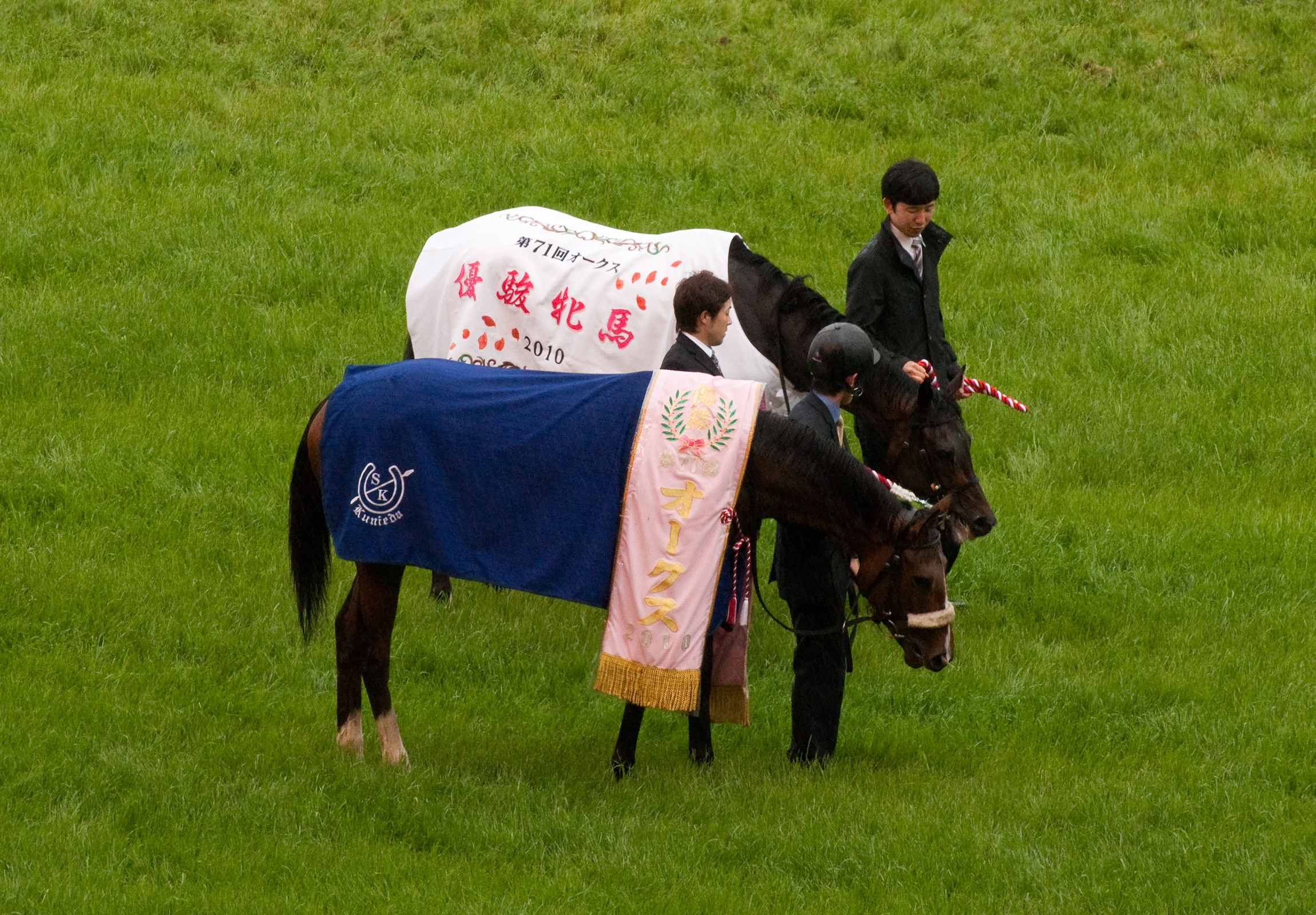
優駿牝馬頒獎儀式

入秋後其於未出戰任何前哨戰的情況下直走秋華賞，因主戰騎師橫山典弘落馬受傷，因而由藤岡佑介代打策騎。然而本次比賽，其於開閘前突然於閘開暴走並撞到閘門因而漏閘，而出閘時頭部再度撞擊閘門組成嘴部流血，直接喪失比賽狀態之下一直停留於後方，最終以包尾第十八大敗。
其後出戰女皇伊利沙伯二世盃，由於主戰騎師橫山需要前往東京競馬場策騎Juno Zoffy出戰武藏野錦標，因而由杜滿萊代打策騎。比賽開始後，其雖然一直保持節奏於中團位置追走，但於直路上未能發揮以往的速度，最終以第九落敗。

### 4歲
2011年由於其春季處於休養狀態，本年度僅出戰皇后錦標、府中牝馬錦標及女皇伊利沙伯二世盃，均未能發揮優秀末腳之下分別獲得第十四、第十一及第十八。

### 5歲
2012年其仍然未能擺脫低潮，出戰衆多賽事僅得年初的美國賽馬會盃以第四的成績入板。

### 6歲
2013年以美國賽馬會盃作爲首戰，於其中以第十一落敗後，陣營宣佈安排其退役。

### 詳細賽績
| 日期       | 馬場 | 距離   | 級別 | 賽事名稱           | 負重 | 騎師     | 馬號 | 名次 | 時間   | 頭馬（二馬）    |
| ---------- | ---- | ------ | ---- | ------------------ | ---- | -------- | ---- | ---- | ------ | --------------- |
| 5/1/2010   | 中山 | 草2000 |      | 3歲新馬            | 54   | 内田博幸 | 5    | 1    | 2:06.1 | （Quark Star）  |
| 24/1/2010  | 中山 | 草1800 |      | 若竹賞             | 54   | 横山典弘 | 7    | 1    | 1:51.2 | （Basileus）    |
| 20/3/2010  | 中山 | 草1800 | GIII | 百花盃             | 54   | 横山典弘 | 9    | 3    | 1:50.7 | 王權櫻花        |
| 25/4/2010  | 東京 | 草2000 | GII  | 花仙錦標           | 54   | 横山典弘 | 15   | 1    | 2:00.2 | （愛麗舞步）    |
| 23/5/2010  | 東京 | 草2400 | GI   | 優駿牝馬           | 55   | 横山典弘 | 18   | 1    | 2:29.9 | （夏威夷鳥）[a] |
| 17/10/2010 | 京都 | 草2000 | GI   | 秋華賞             | 55   | 藤岡佑介 | 5    | 18   | 2:00.7 | 夏威夷鳥        |
| 14/11/2010 | 京都 | 草2200 | GI   | 女皇伊利沙伯二世盃 | 54   | 杜滿萊   | 7    | 9    | 2:14.0 | 飛雪仙蹤        |
| 14/8/2011  | 札幌 | 草1800 | GIII | 皇后錦標           | 55   | 藤岡佑介 | 12   | 14   | 1:48.4 | Aventura        |
| 16/10/2011 | 東京 | 草1800 | GII  | 府中牝馬錦標       | 56   | 三浦皇成 | 11   | 11   | 1:47.5 | Italian Red     |
| 13/11/2011 | 京都 | 草2200 | GI   | 女皇伊利沙伯二世盃 | 56   | 杜滿萊   | 6    | 18   | 2:14.0 | 飛雪仙蹤        |
| 22/1/2012  | 中山 | 草2200 | GII  | 美國賽馬會盃       | 54   | 北村宏司 | 11   | 4    | 2:18.5 | 統治地位        |
| 18/2/2012  | 東京 | 草3400 | GIII | 鑽石錦標           | 54   | 北村宏司 | 13   | 12   | 3:38.0 | Keiai Dosojin   |
| 24/3/2012  | 中山 | 草2500 | GII  | 日經賞             | 54   | 北村宏司 | 1    | 6    | 2:38.7 | 貓之拳          |
| 27/5/2012  | 東京 | 草2500 | GII  | 目黑紀念           | 54   | 北村宏司 | 11   | 18   | 2:33.7 | 醒目奧丁        |
| 23/9/2012  | 中山 | 草2200 | GII  | 產經賞             | 54   | 三浦皇成 | 10   | 7    | 2:16.3 | 中山騎士        |
| 18/11/2012 | 福島 | 草2000 | GIII | 福島紀念           | 54   | 藤岡佑介 | 3    | 8    | 2:00.4 | 大和飛鷹        |
| 15/12/2012 | 中京 | 草2000 | GIII | 愛知盃             | 54   | 丸山元氣 | 1    | 18   | 2:05.3 | A Shin Memphis  |
| 20/1/2013  | 中山 | 草2200 | GII  | 美國賽馬會盃       | 54   | 北村宏司 | 12   | 11   | 2:15.7 | 野田詩韻        |

a 其和此賽駒為平頭冠軍

## 退役後
退役後，法國酒城成爲了配種馬，於北海道千歲市社台牧場休養，在2013進行配種。首匹子嗣St Julien於2014年出生，可於2016年出賽。
2024年3月4日，其因病死亡，享年17歲。

### 詳細繁殖資料
| 數目   | 馬名             | 出生年 | 性別 | 父系     | 練馬師                                           | 馬主                          | 戰績                        |
| ------ | ---------------- | ------ | ---- | -------- | ------------------------------------------------ | ----------------------------- | --------------------------- |
| 第一匹 | St Julien        | 2014   | 雌   | 無敵先鋒 | 美浦・古賀慎明                                   | 村野康司                      | 4戰0冠0亞0季（退役・繁殖）  |
| 第二匹 | Pomerol          | 2015   | 雌   | 小說名家 | 美浦・古賀慎明 →門別・林和弘                     | 村野康司                      | 4戰1冠0亞0季（退役・繁殖）  |
| 第三匹 | Fronsac          | 2016   | 雌   | 勞動力   | 美浦・古賀慎明                                   | 村野康司                      | 5戰0冠0亞0季（退役・繁殖）  |
| 第四匹 | Entre Deux Mers  | 2017   | 雌   | 小說名家 | 美浦・菊澤隆徳 →名古屋・角田輝也 →門別・堂山芳則 | 村野康司 →小田隆範            | 16戰2冠0亞3季（退役・繁殖） |
| 第五匹 | Shadow Monolithe | 2018   | 雄   | 龍王     | 美浦・鹿戶雄一 →船橋・佐藤裕太                   | 飯塚知一                      | 34戰11冠3亞1季（現役）      |
| 第六匹 | Evening Star     | 2019   | 雄   | 龍王     | 美浦・戶田博文                                   | 村野康司                      | 14戰1冠0亞3季（現役）       |
| 第七匹 | Healing Art      | 2020   | 雌   | 龍王     | 美浦・鹿戶雄一 →姬路・坂本和也                   | 村野康司 →谷口祐人            | 18戰1冠3亞1季（現役）       |
| 第八匹 | Keep in Mind     | 2021   | 雄   | 食為主   | 美浦・古賀慎明 →金澤・加藤和宏 →大井・阪本一榮   | 村野康司 →First Vision Co Ltd | 11戰5冠0亞0季（現役）       |
| 第九匹 | Claret           | 2022   | 雄   | 農神節慶 | 美浦・古賀慎明                                   | 村野康司                      | （出賽前）                  |
|        | （受胎失敗）     |        |      | 統治地位 |                                                  |                               |                             |
| 第十匹 | 法國酒城2024     | 2024   | 雄   | 食為主   |                                                  |                               | （出賽前）                  |

## 血統簡介
父系荒漠英雄爲日本賽駒，生涯戰績優秀，曾於2004年奪得秋季古馬三冠。祖父週日寧靜是美國三冠賽雙軍馬，退役後在日本配種，在日本馬壇相當成功，贏得多項分級賽事，其子嗣贏得巨額獎金。
母系Moteck爲法國賽駒，生涯戰績不俗，曾勝出三級賽花拉錦標。外祖父最後大官爲愛爾蘭生產的法國賽駒，生涯戰績優秀，曾勝出一級賽育馬者盃一哩大賽及皇席錦標。

### 血統表
| 父線：週日寧靜系（Halo系）                   |                              |                |                 |
| 種馬 荒漠英雄 2000年（深棗色）               | 週日寧靜 1986年（棕色）      | Halo           | Hail to Reason  |
| 種馬 荒漠英雄 2000年（深棗色）               | 週日寧靜 1986年（棕色）      | Halo           | Cosmah          |
| 種馬 荒漠英雄 2000年（深棗色）               | 週日寧靜 1986年（棕色）      | Wishing Well   | Understanding   |
| 種馬 荒漠英雄 2000年（深棗色）               | 週日寧靜 1986年（棕色）      | Wishing Well   | Mountain Flower |
| 種馬 荒漠英雄 2000年（深棗色）               | Roamin Rachel 1990年（棗色） | Mining         | 淘金者          |
| 種馬 荒漠英雄 2000年（深棗色）               | Roamin Rachel 1990年（棗色） | Mining         | I Pass          |
| 種馬 荒漠英雄 2000年（深棗色）               | Roamin Rachel 1990年（棗色） | One Smart Lady | Clever Trick    |
| 種馬 荒漠英雄 2000年（深棗色）               | Roamin Rachel 1990年（棗色） | One Smart Lady | Pia's Lady      |
| 繁殖雌馬 Moteck 1995年（深棗色）             | 最後大官 1983年（深棗色）    | Try My Best    | 北地舞人        |
| 繁殖雌馬 Moteck 1995年（深棗色）             | 最後大官 1983年（深棗色）    | Try My Best    | Sex Appeal      |
| 繁殖雌馬 Moteck 1995年（深棗色）             | 最後大官 1983年（深棗色）    | Mill Princess  | 水車礁石        |
| 繁殖雌馬 Moteck 1995年（深棗色）             | 最後大官 1983年（深棗色）    | Mill Princess  | Irish Lass      |
| 繁殖雌馬 Moteck 1995年（深棗色）             | Sudaka 1986年（深棗色）      | Grade Royale   | 水車礁石        |
| 繁殖雌馬 Moteck 1995年（深棗色）             | Sudaka 1986年（深棗色）      | Grade Royale   | Royal Way       |
| 繁殖雌馬 Moteck 1995年（深棗色）             | Sudaka 1986年（深棗色）      | Didia Clara    | Sea Break       |
| 繁殖雌馬 Moteck 1995年（深棗色）             | Sudaka 1986年（深棗色）      | Didia Clara    | Oatria          |
| 雌系：號族：16-g                             |                              |                |                 |
| 五代內近親交配：水車礁石 4×4、Buckpasser 5×5 |                              |                |                 |

## 命名由來
名字Saint Emilion（サンテミリオン）出自以紅酒聞名的法國城市圣埃米利永，香港則取其城市代表物，翻譯为「法國酒城」。

## 外部連結
- 法國酒城 netkeiba.com （页面存档备份，存于）
- 血統表 （页面存档备份，存于）